# Blaze of Glory
| Críticas profissionais                                                      | Críticas profissionais |
| Avaliações da crítica                                                       | Avaliações da crítica  |
| Fonte                                                                       | Avaliação              |
| --------------------------------------------------------------------------- | ---------------------- |
| All Music Guide                                                             | link                   |
| Rolling Stone                                                               | link                   |
| Esta tabela precisa de ser acompanhada por texto em prosa. Consulte o guia. |                        |

Blaze of Glory é o álbum de estréia da carreira solo do vocalista Jon Bon Jovi, realizado no ano de 1990. As canções incluídas no álbum fazem parte da trilha sonora do filme Young Guns II. Entre elas destacam-se as faixas "Blaze of Glory" e "Miracle". Participaram do álbum músicos como Elton John e Jeff Beck, além de outros grandes nomes. O álbum vendeu mais de 2 milhões de cópias em todo Estados Unidos, ganhando até 2 platinas.

## Faixas
1. "Billy Get Your Guns" – 4:49
2. "Miracle" – 5:09
3. "Blaze of Glory" – 5:40
4. "Blood Money" – 2:34
5. "Santa Fe" – 5:41
6. "Justice in the Barrel" – 6:49
7. "Never Say Die" – 4:54
8. "You Really Got Me Now" – 2:24
9. "Bang a Drum" – 4:36
10. "Dyin' Ain't Much of a Livin"' – 4:46
11. "Guano City" – 1:15

## Presença em "O Outro Lado do Paraíso" (Brasil)
A canção "Blaze of Glory" foi incluída na trilha sonora internacional da novela "O Outro Lado do Paraíso", exibida entre 2017/2018 pela TV Globo, 27 anos depois de seu lançamento. Na trama de Walcyr Carrasco a canção ficou conhecida como o tema da vingança da personagem "Clara", interpretada por Bianca Bin.